# Ghetto
 For alternative betydninger, se Ghetto (flertydig). (Se også artikler, som begynder med Ghetto)
En ghetto er en (ofte fattig og isoleret) bydel med en ensartet befolkning, typisk med en bestemt etnisk baggrund eller fra en bestemt samfundsklasse. Oprindelig betegnede det særlige jødiske bydele i en række europæiske byer fra senmiddelalderen og frem. Selve ordet "ghetto" kommer således fra navnet på det jødiske område i Venedig. I nyere tid er det brugt mere generelt om særlige områder i moderne storbyer, der er præget af særlige etniske grupper og/eller fattigdom og sociale problemer. I Danmark blev betegnelsen i en periode fra 2010 til 2020 brugt om en række officielt udpegede særligt udsatte almene boligområder, der var præget af lav beskæftigelse, indkomst og uddannelse, høj kriminalitet og/eller mange ikke-vestlige indvandrere og efterkommere. Fra og med 2021 opdateres sådanne lister over udsatte boligområder fortsat en gang årligt, men betegnelsen "ghetto", som hele tiden har været omdiskuteret, er blevet afskaffet i myndighedernes officielle sprogbrug.
Undertiden bruges ordet i daglig tale i overført betydning om andre former for isolerede fællesskaber, hvor mennesker af samme type og med samme interesser mødes, f.eks. rigmandsghetto, eliteghetto, ældreghetto eller middelklasseghetto.

## Middelalderens jødiske ghettoer i Europa
I løbet af middelalderen opstod særlige jødiske kvarterer i mange europæiske byer, enten spontant (frivilligt) eller efter ordre fra myndighederne (tvungent). Betegnelsen ghetto om disse kvarterer stammer fra det jødiske område i Venedig, der blev oprettet i 1516, men selve fænomenet er ældre.

### Ghettoen i Venedig
Ordet "ghetto" stammer fra det jødiske kvarter i Venedig, der som det første bar dette navn. Der er imidlertid ikke enighed blandt sprogforskere om navnets oprindelse. En udbredt teori er, at det stammer fra det venetianske ord "getto", der betyder støberi, idet der lå et kanonstøberi nær det sted, hvor byens ghetto blev oprettet i 1516. Andre muligheder er, at det kommer af det jiddische ord get (skilsmisse eller adskillelse), fra italiensk borghetto, der betyder "lille del af en by" (diminutiv af borgo), eller fra Egitto (Egypten) efter association med det tidligere jødiske eksil i Egypten.
Indtil 1516 havde jøder ikke haft lov til at bosætte sig i Venedig, men i dette år oprettede bystatens myndigheder et særligt afsondret område, hvor de havde tilladelse til at slå sig ned. Beboerne var pålagt en række restriktioner, bl.a. med hensyn til, hvilke erhverv de måtte udøve. Hvis de forlod ghettoen, skulle mændene bære en gul cirkel og kvinderne et gult tørklæde. Om natten skulle de være tilbage i ghettoen, hvis porte blev spærret af. Den venetianske ghetto blev ikke kun opfattet som et fængsel af dets beboere, men var også et sted, der ved flere tilfælde ydede beskyttelse mod overgreb og forfølgelse, og det var et sted, der bragte en undertrykt gruppe sammen og styrkede dets interne relationer. Ghettoen udviklede sig gradvist til at blive et intellektuelt center for jødisk kultur og samlingssted for jøder fra mange dele af Europa.
Ghettoen blev officielt afskaffet af Napoleon, da han annekterede republikken Venedig i 1797.

### Ghettoer i andre byer
Blandt de ældst kendte ghettoer er den i Prag, hvor jøder havde bosat sig allerede i det 10. århundrede. I 1422 blev alle jøder i Prag under tvang flyttet til den jødiske ghetto, omgivet af mure, i bydelen med det senere navn Josefov.
En anden berømt ghetto er den romerske, der blev oprettet 1556, da pave Paul 4. udstedte en bulle, der beordrede jøderne i Rom til at bosætte sig i et særligt område af byen ved Tiberen. Ghettoen, der var præget af stor fattigdom og overbefolkning, var den sidste oprindelige ghetto, der blev nedlagt. Det skete i 1882, da Kongeriget Italien overtog Rom fra Kirkestaten. Ghettoens mure blev revet ned i 1888.
I Frankfurt am Main blev der etableret en ghetto i 1462 (Frankfurter Judengasse), der eksisterede indtil 1811 og blev hjemsted for Tysklands største jødiske samfund i nyere tid. Også i en række andre byer i blandt andet Østrig, Tyskland, Italien og Spanien opstod der ghettoer. I 1692 foreslog Københavns politimester, at der skulle indrettes en ghetto for jøderne i byen, hvilket dog ikke blev efterkommet.
Adskillelsen som følge af ghettoerne førte ofte til overbefolkning og fattigdom med sygdom og overdødelighed. Men den indebar også en konsolidering af kulturen og dannelsen af en række nye institutioner og et vidtstrakt selvstyre. Under indflydelse fra oplysningstidens idealer opnåede jøderne efterhånden i løbet af 1800-tallet fulde borgerrettigheder i de fleste europæiske lande, og ghettoerne blev efterhånden afskaffet som tvungne opholdssteder. Kvarterer med en høj andel af jødiske beboere omtaltes dog fortsat som ghettoer, og ghettobenævnelsen bredte sig endda til nye byområder. I København, hvor der altså aldrig har været en officiel jødisk ghetto, blev kvarteret omkring Adelgade og Borgergade i den indre by fra 1880 og nogle årtier frem præget af en pludselig indvandring af nogle tusinde jøder fra Østeuropa, især Rusland. Kvarteret blev derfor også omtalt som en ghetto i samtiden.

## Nazisternes ghettooprettelser under anden verdenskrig
Under anden verdenskrig blev ghettoer anlagt af nazisterne for at holde jøder inden for begrænsede områder i de østeuropæiske byer. Fra og med 1939 begyndte nazisterne systematisk at flytte polske jøder til specifikke områder i de større polske byer. Den første større ghetto i Tulizkov blev anlagt i december 1939, derefter blev ghettoen ved Łódź oprettet i april 1940 og ghettoen i Warszawa i oktober 1940 osv. Ghettoerne var omgivet af mure, og enhver jøde, der forsøgte at forlade ghettoområdet, blev skudt. Jøderne måtte selv skaffe bygningsmateriale til ghetto-murene. I Warszawa dannede de en komité kaldet Instandhaltung der Seuchensperrmauern (= vedligehold af spærremurene mod epidemier), som rekrutterede arbejdere til at hente mursten fra bombede huse. Fabrikker med jødiske arbejdere blev oprettet i et forsøg på at redde deres liv. Enkelte firmaer brændemærkede deres ansatte for at gøre det nemmere for dem at undgå deportationer. For det mærke måtte en jødisk arbejder betale en daglig afgift på tre zloty. Alligevel overlevede kun én procent af Warszawa-ghettoens indbyggere.
Nogle ghettoer var åbne, så beboerne kunne gå på arbejde uden for området. Ghettoen i Lódz, hvor Chaim Rumkowski var formand i jøderådet, var derimod hermetisk lukket, og den eneste tilladte forbindelse med verden var postblanketter, hvor der stod: "Formand Rumkowski melder, at familien Det-og-det er i live og ved godt helbred."  Det lykkedes dog velstående jøder at undslippe Lódz-ghettoen ved at bestikke Gestapo eller ved at lade sig smugle ud i ligkister. Den jødiske gravplads lå nemlig uden for ghettoen, og på vejen derhen blev kisterne åbnet, og flygtningene steg ud. I Lódz var der på et tidspunkt 117 fabrikker, værksteder og varehuse, der i 1941 indbragte over 16 millioner Reichsmark, for det meste udbetalt af tyskerne som slaveløn.
Den officielle tyske fødevareration for ghetto-beboere var 184 kalorier pr. dag. Til sammenligning fik ikke-jødiske polakker en ration på 699 kalorier, mens en tysker blev tilkendt 2.613 kalorier pr. dag. Den eneste fødevare, tyskerne tillod solgt frit i ghettoen, var små rådne, stinkende fisk omtalt som stinky, der blev solgt for en zloty pundet. Basaren i Leszno-gaden solgte mange typer kød, men prisen på f.eks kylling var i maj 1941 20 zloty pr. pund. Der opstod hurtigt mangel på det meste i den afspærrede ghetto, og gammelt tøj blev vasket og farvet før omsyning. Det blev sagt, at farvestofferne blev kemisk udvundet fra ghetto-murstenene. I december 1941 fik jøderne i Warszawa-ghettoen besked om at indlevere al pelsværk til brug i tyskernes vinterfelttog. Miriam Wattenberg fortæller i sin dagbog under pseudonymet Mary Berg på forlaget L.B.Fischer i New York i februar 1945, at der 16. januar 1942 havde stået folk i lange køer i tre dage ved indsamlingsstederne for at indlevere pelse, som de først havde ødelagt ved at skære huller i eller barbere pelsværket ned. De modtog en gul kvittering, som de måtte betale en afgift på to zloty for. Tyskerne krævede ligefrem penge for at stjæle jødernes ejendele. Men de færreste pelse nåede frem til østfronten, da modstandsbevægelsen afbrændte tyskernes lager i Nalewki-gaden 31.
En større del af Warszawa-ghettoens beboere var kristne, men fordi deres forældre eller bedsteforældre var jøder, blev de selv regnet som det. De følte sig helt fortabt, indespærrede uden nogen tilknytning til det jødiske fællesskab og i modsætning til jødiske unge. Mange unge kristne begik selvmord. Af ghettoens tre kirker blev kun den i Leszno-gaden brugt ved regelmæssige gudstjenester. Præsterne var også af jødisk herkomst. De kristne havde deres eget suppekøkken ved den halvt udbombede kirke ved "Jernporten", og suppen dér blev regnet som bedre og billigere end ellers i ghettoen.
I ghettoerne oprettede man også et ordenspoliti til at bistå tyskerne. Politichefen for Warszawa-ghettoen hed Jozef Szerynski  og var en af de kristne "jøder". Han sørgede for at få andre kristne ind i det jødiske politi – en af dem blev hørt, da han inde i kirken råbte: "Ned med jøderne!"  Der blev også opnævnt en "Kommission til bekæmpelse af spekulanter", kendt under kaldenavnet "13", fordi de havde kontor i Leszno-gaden 13, og af ghettoens beboere blev mistænkt for at stå i ledtog med Gestapo.

### Ghettoernes presse
To aviser for jøder var tilladt i Polen:
- Gazeta Zydowska (= Jødisk avis) udgivet i Kraków fra juli 1940 til sommeren 1942, redigeret af medlemmer fra flere ghettoers jødiske råd og tyskernes redskab for at føre de indespærrede jøder bag lyset
- Geto-Tsaytung (= Ghetto-tidende), udgivet på jiddisch i Lódz i 1941. Fra Warszawa-ghettoen kendes ca. 50 udgivelser, deraf 19 på polsk og 28 på jiddisch, som kommunisternes Morgn Frayhayt (= I morgen frihed) og zionisternes Dror (som betyder "frihed" på hebraisk).[24]

### Udlændinge i Warszawa-ghettoen
Miriam Wattenberg (født 20.april 1924 i Lódz), der fik udgivet sin dagbog fra tiden i ghettoen, overlevede udelukkende fordi hendes mor var amerikansk statsborger. I Warszawa-ghettoen boede familien først i Sienna-gaden 41, der i øvrigt er et af de meget få huse i ghettoen, der står endnu. 17. juli 1942 blev hun på baggrund af sin mors amerikanske statsborgerskab interneret i Pawiak-fængselet; 22. juli begyndte de store deportationer, og fra fængslets vinduer så Miriam over 300.000 mennesker på vej til Umschlagplatz (= Omstigningspladsen), hvorfra togene tog dem til dødslejren Treblinka. Miriam, hendes forældre og lillesøster blev udvekslet og sendt til USA med SS Gripsholm og ankom New York i marts 1944, mens krigen endnu rasede i Europa. I dagbogen skriver hun i april 1940, at pænt klædte jødinder blev tvunget til at gøre det tyske hovedkvarter rent ved at tage deres undertøj af og bruge det som vaskeklude. Men en jødinde, der var amerikansk statsborger, havde måttet bruge sin pelsfrakke til at gøre rent med. Hun sendte en klage til den amerikanske konsul, der forlangte pelsen erstattet af guvernør Hans Frank og modtog 3.000 Reichsmark til kvinden.
En tysk propagandafilm om ghettoen blev produceret for at dokumentere den store forskel på de rige og de fattige jøder.

## Ikke-jødiske ghettoer
Fra starten af 1900-tallet er begrebet "ghetto" i stigende grad blevet brugt i bredere betydning om områder med en stor andel af fattige, ofte hørende til etniske (ikke-jødiske) mindretal. Det har således været tilfældet i USA, hvor en række "sorte ghettoer" som f.eks. Harlem blev skabt i perioden 1890-1940, hvor sorte i stort tal migrerede til de større byområder ("The Great Migration"), og byerne udlagde nye bydele, der blev fyldt stort set udelukkende med disse tilflyttere. Segregeringen skyldtes både forskellige tiltag fra myndighedernes og det omgivende hvide samfunds side, og et udslag af selvsegregering. Ghettoerne udvidede deres areal som følge af ny tilstrømning i 1940-70 ("The Second Great Migration"), mens der siden 1970 har været et fald i segregeringen, efterhånden som sorte i stigende grad er flyttet til byer og -områder, der tidligere udelukkende har været "hvide". Der skelnedes i USA mellem sorte kerneområder med over 75 % sorte, randområder med over 50 % sorte og områder under udvikling, hvis de sorte udgjorde over 30%. Her udviklede de deres egne institutioner og sociale strukturer.

### Sydafrika
Under apartheid-styret i Sydafrika var grupper af bestemt etnisk oprindelse pålagt ikke at befinde sig i bestemte byområder. Soweto uden for Johannesburg blev konstrueret særligt for at huse afrikanere, der tidligere boede i multikulturelle områder, blandt andet det førhen multikulturelle Sophiatown. Sådanne områder, officielt kaldet townships, omtales også ofte som ghettoer.

## Nutidens danske ghettodiskussioner
I 1964 er ordet ghetto første gang dokumenteret anvendt på dansk om et boligkvarter med indvandrere i form af 1960'ernes gæstearbejdere - i Berlingske Tidende, i en reportage fra Schweiz. I 1976 omtalte forskningsrapporten "Fremmedarbejdernes boligforhold i Danmark 1975", at der er ”udprægede ghettoiseringstendenser inden for Københavns kommune, idet størstedelen samles på Vesterbro og indre Nørrebro og dels på et lille område på Østerbro, der kaldes Vognmandsmarken. I disse kvarterer er boligstandarden generelt ringe, og huslejerne generelt ret lave.” I 1990'erne og 2000'erne forstærkedes opmærksomheden og brugen af ordet ghetto om områder, hvor der bor relativt mange flygtninge og andre indvandrere, ikke mindst på den københavnske vestegn.
Begreberne ghettoer og ghettoisering kom for alvor på dagsordenen, da den daværende VK-regering lancerede sin strategi mod ghettoisering i maj 2004. I denne strategi karakteriseredes ghettoområderne som fysisk afsondrede fra det omkringliggende samfund, hvilket blev anset som en barriere for en vellykket integration af de etniske minoriteter i Danmark med ikke-vestlig baggrund.
Betegnelsen "ghetto" for byområder med mange indvandrere har dog været omdiskuteret. Et tværministerielt byudvalg, der i 1994 offentliggjorde en rapport og en handlingsplan for belastede by- og boligområder med en høj koncentration af indvandrere, anførte således, at betegnelsen ghetto for områderne i den offentlige debat var noget misvisende. Tilsvarende har forskere anført, at der typisk bor 20-40 forskellige etniske minoriteter i de pågældende områder, og at de dermed er diametralt modsat den etniske homogenitet i de oprindelige ghettoer, så multietniske boligområder ville være en mere rammende betegnelse. På trods heraf blev ordet efterhånden hyppigere anvendt. I 2000-tallet var det i nogle år den helt officielle betegnelse for visse særligt udpegede boligområder. Ifølge en undersøgelse af von Freiesleben i 2016 var Danmark dermed det eneste land i verden, der på dette tidspunkt opererede med en officiel ghettodefinition.
I 2019 meddelte den nyudnævnte boligminister Kaare Dybvad, at han fremover ikke ville gøre brug af ordet "ghetto" for ikke at stemple beboerne.

### Officielle opgørelser af udsatte boligområder
I 2010 offentliggjorde den danske regering en ny strategi "Ghettoen tilbage til samfundet - et opgør med parallelsamfund i Danmark", der officielt udnævnte tre kriterier til at afgøre, om et alment boligområde er "særligt udsat", nemlig lav beskæftigelse, høj kriminalitet og høj andel af ikke-vestlige indvandrere og efterkommere (to ud af de tre kriterier skal være opfyldt). Ud fra kriterierne blev 29 områder med almene boliger udpeget som ghettoer. Siden er denne liste, hvis navn først uofficielt og i årene 2015-2020 også officielt var "ghettolisten", blevet opdateret årligt. I 2013 blev kriterierne udvidet til fem, idet også lav indkomst og lavt uddannelsesniveau blandt indbyggerne talte med (fra dette år optrådte et alment boligområde som særlig udsat, hvis tre ud af de fem kriterier varr opfyldt). I 2018 blev kriterierne igen ændret, og der blev indført en skelnen mellem "udsatte boligområder", "ghettoer" og "hårde ghettoer", hvor sidstnævnte betegnede boligområder, der havde været på ghettolisten de seneste fire år i træk. I 2021 blev der indgået en ny politisk aftale i Folketinget, hvorefter benævnelserne blev ændret. Ghettobetegnelsen blev afskaffet, og de tre nævnte kategorier blev fremefter betegnet "udsatte områder", "parallelsamfund" og "omdannelsesområder". Samtidig blev en fjerde og bredere kategori indført, der kaldtes "forebyggelsesområder".
I opgørelsen fra december 2021 er der 20 udsatte områder, hvoraf 12 har fået betegnelsen parallelsamfund, og 10 heraf igen er omdannelsesområder. Antallet af områder på listen har været faldende de senere år. Det skyldes ikke mindst en lavere kriminalitet i boligområderne.

## Baggrunden for boligområdernes problemer
Det er ikke tilfældigt, at lav beskæftigelse, uddannelse og indkomst og høj kriminalitet ofte er udbredt i de samme områder. Ufaglærte, dvs. personer uden nogen kompetencegivende uddannelse, har i såvel Danmark som de fleste andre vestlige lande typisk højere ledighed end andre grupper på arbejdsmarkedet. Samtidig medfører lav beskæftigelse og et lavt uddannelsesniveau typisk også en relativt lav indkomst. Samtidig er der en klar sammenhæng mellem ledighed og kriminalitet. Ifølge en undersøgelse foretaget af Rockwool Fonden i 2008 stiger kriminaliteten med 3 %, når ledighed stiger med et procentpoint. Undersøgelser fra andre lande, således Liverpool, der har nogle af Englands mest udprægede slumområder, bekræfter det samme. Arbejdsløshed indebærer lave eller manglende indkomster, manglende meningsfuld beskæftigelse i dagtimerne og kan føre til social stigmatisering, lavt selvværd og/eller psykiske problemer. Under sådanne forhold griber mennesker i højere grad til kriminalitet for at skaffe sig (større) indkomster eller omsætter i nogle tilfælde deres desperation i aggressiv eller destruktiv virksomhed (chikane, hærværk, vold). Disse tendenser kan yderligere forstærkes gennem gruppedannelser (kriminelle bander), hvor deltagerne forstærker hinanden og vænner sig til at betragte selv den meningsløse vold og ødelæggelse som selvhævdelseskriterium.
Samtidig eksisterer der ofte et selektivt flyttemønster for disse boligområder, så tilflyttere ofte har færre personlige resurser end fraflytterne og dem, der bor der i forvejen. På denne måde er der en selvforstærkende tendens for de udsatte områder. Det indebærer også, at tiltag for at forbedre situationen for beboerne i et område ikke nødvendigvis forbedrer situationen varigt i området, fordi de personer, der nyder godt af tiltagene, i en del tilfælde flytter fra området og erstattes af nye tilflyttere.
I en dansk sammenhæng har indvandrere fra ikke-vestlige lande generelt lavere uddannelse, beskæftigelse og indkomster end personer af dansk oprindelse, og den gennemsnitlige kriminalitet er også højere for mange af disse indvandrergrupper. Selv indvandrere med samme uddannelsesniveau halter efter personer af dansk oprindelse, hvad beskæftigelse angår. Sandsynlige forklaringer er, at indvandrere og efterkommere sammenlignet med personer af dansk oprindelse generelt har et mindre socialt netværk og mindre viden om det danske arbejdsmarked. Sprogproblemer og forskelsbehandling på arbejdsmarkedet kan også spille en rolle.
Samtidig bor de ikke-vestlige indvandrere ret koncentreret, og relativt mange af dem i almene boliger i de større byer. Det har ført til frygt i offentligheden for, at der i de udpegede ghettoområder kan opstå egentlige parallelsamfund, hvor beboerne og ikke mindst de unge, der vokser op, får andre sociale og kulturelle normer end det omgivende flertalssamfund.

## Ghettoer i populærkulturen
I løbet af 1960’erne og 1970’erne bevægede begrebet "ghetto" sig fra sociologien og over i populærkulturen, blandt andet med Elvis Presleys sang In The Ghetto fra 1969. Det engelske udtryk ghetto talk opstod som udtryk for en særlig sociolekt og i videre forstand en særlig stil og adfærd. Et eksempel herpå er også ordet ghettoblaster. Et nyere eksempel er rapperen Tupac Shakurs sang Ghetto Gospel, udgivet i 2004.

### Film og musik
- Ghetto (Malurt-album)
- Seven minutes in the Warsaw ghetto
- Ghetto Gospel
- Ghettoprinsesse
- Ghettodrengen